# Celine (żupania medzimurska)
Celine – wieś w Chorwacji, w żupanii medzimurskiej, w gminie Podturen. W 2011 roku liczyła 345 mieszkańców.